# Cem Akin
Cem Akin (* 1970) ist ein nebenberuflicher Schauspieler. Hauptberuflich arbeitet er im türkischen Konsulat in Hamburg. Er ist der ältere Bruder Fatih Akins und ist in mehreren zum Teil größeren Rollen zu sehen, vornehmlich in den vielfach ausgezeichneten Spielfilmen seines Bruders.

## Tätigkeit beim Film
Seine erste Beteiligung an einem Spielfilm entstand durch die Absage eines ursprünglich gecasteten Darstellers für Fatih Akins zweiten Kurzfilm Getürkt (1996) kurz vor Drehbeginn. In Ermangelung einer besseren Idee rief Akin seinen zu der Zeit arbeitslos in Bargteheide lebenden Bruder an, ob dieser Lust hätte, die Rolle zu spielen. Hiernach spielte Cem Akin nebenberuflich immer wieder in Filmen seines Bruders. Er hatte aber auch Auftritte in Kurzfilmen anderer Regisseure und spielte sogar in einer Reihe von ZDF-Serien Nebenrollen. In dem Dokumentarfilm Wir haben vergessen zurückzukehren (2001) ist er als er selbst zu sehen. Nach einer Rolle in Kebab Connection (2004) von Anno Saul spielte er unter anderem einen muslimischen Fanatiker in einem weiteren Film seines Bruders, Auf der anderen Seite.

## Filmografie

### Spielfilme
- 1998: Kurz und schmerzlos
- 2000: Im Juli
- 2004: Gegen die Wand
- 2004: Kebab Connection
- 2007: Auf der anderen Seite
- 2009: Soul Kitchen

### Dokumentarfilm
- 2001: Wir haben vergessen zurückzukehren

### Kurzfilm
- 1996: Getürkt
- 1998: Die Rosenfalle
- 2000: Musik hat ihn kaputt gemacht

### Fernsehserien
- 2000: Küstenwache
- 2002: Im Visier der Zielfahnder
- 2004: Ein Fall für zwei

## Einzelbelege
1. ↑  Kurz und schmerzlos, Audiokommentar der DVD-Fassung, Universal 2001

| Personendaten    | Personendaten |
| ---------------- | ------------- |
| NAME             | Akin, Cem     |
| KURZBESCHREIBUNG | Schauspieler  |
| GEBURTSDATUM     | 1970          |